# 飯野幸江
飯野 幸江（いいの ゆきえ、1961年 - ）は、日本の会計学者。嘉悦大学教授。

## 来歴
東京都武蔵野市生まれ。西東京市（旧保谷市）育ち。駒澤大学大学院商学研究科博士後期課程満期退学。
小樽短期大学助教授を経て、嘉悦大学経営経済学部教授に就任。

## 著書
- 『三井家の大元方勘定目録の作成意義について』「現代会計学の課題」（共著）創成社 1993年
- 『デンマークにおける財務報告の歴史』「欧州比較国際会計史論」（共訳）同文舘 1997年
- 『環境会計と社会関連会計』「環境危機と会計情報」（共著）1997年
- 『簿記の基礎構造』（共著) 創成社 1999年
- 『簿記の基礎構造ワークブック』（共著）創成社 1999年
- 『品質原価計算』「管理会計論」（共著）税務経理協会 2000年
- 『はじめての簿記』（共著）同文舘 2001年
- 『環境マネジメントハンドブック』（共著）日本工業新聞社 2004年

- 「国立国会図書館サーチ」を参照